# Elektrischer Straßenbahn-Omnibus

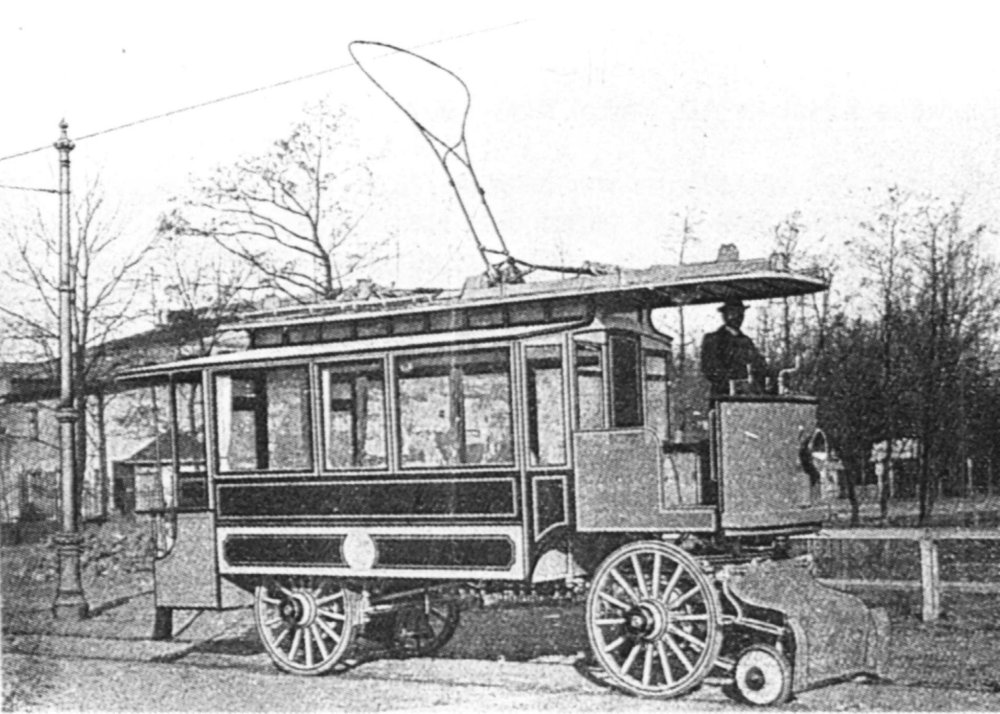
Der Elektrische Straßenbahn-Omnibus von Siemens & Halske, hier aufgenommen mit abgesenktem Leiträderpaar im Oktober 1898 am östlichen Stadtrand von Berlin

Der Elektrische Straßenbahn-Omnibus, auch Elektrischer Straßen-Omnibus oder – in Abgrenzung zur gleislosen Bahn – halbgleislose Bahn genannt, war ein 1898 in Berlin vorgestelltes Experimentalfahrzeug von Siemens & Halske. 
Bei dem Prototyp handelte es sich um ein Zweiwegefahrzeug in Einrichtungsbauweise, das eine Mischung zwischen einem elektrischen Straßenbahn-Triebwagen und einem Omnibus, genauer einem frühen Batteriebus, darstellte. Für den Versuch stattete das Unternehmen einen ehemaligen Pferdeomnibus der Allgemeinen Berliner Omnibus AG (ABOAG) mit einer Traktionsbatterie, einem Lyrastromabnehmer und einem absenkbaren Leit- und Kontaktradsatz nach dem sogenannten Perambulatorsystem aus. Im Gleis lief der Wagen dabei mit abgesenkten Leiträdern und angelegtem Stromabnehmer, um den Energiespeicher aufzuladen. Der Leitradsatz diente der Führung im Gleis und zusätzlich der Traktionsstromrückführung. Anschließend zweigte er mit angehobenem Leitradsatz und abgezogenem Stromabnehmer von der Straßenbahnstrecke ab, die Akkumulatoren hatten dabei eine Reichweite von sechs Kilometern.
Die vier Elektromotoren mit jeweils 5,5 Kilowatt Leistung bei 500 Volt Gleichspannung und 1000 Umdrehungen in der Minute trieben in Einzelradaufhängung alle vier Räder an. Neben einer Klotzbremse besaß der Straßenbahn-Omnibus auch eine Kurzschlussbremse, die bei damaligen Straßenbahnen noch lange nicht üblich war und zudem auf alle vier Räder wirkte. Der kugelgelagerte Drehschemel der vorderen Achse ließ sich so weit drehen, bis die Räder quer standen. Dadurch konnte das Fahrzeug auch in engen Straßen umdrehen. 
Bei einer Probefahrt am 21. April 1899, die auf der 21 Kilometer langen Strecke von der Treptower Krugallee via Schlesisches Tor und Baumschulenweg zur Wiener Brücke führte, erreichte der Wagen eine Höchstgeschwindigkeit von 30 km/h. 
Im September 1899 stellte der Hersteller das Prinzip auf der vor Ort stattfindenden Ersten internationalen Motorwagen-Ausstellung einem breiteren Publikum vor, jedoch kam es über Versuchsfahrten im Raum Berlin nie hinaus. Gedacht war es ursprünglich für die direkte Verbindung kleiner Villenkolonien mit Großstädten, ferner für lange, stark befahrene Straßen sowie Prachtchausseen, auf denen der Gleisbau nicht in Frage kam. 
1900 stellte Siemens & Halske das erfolglose Projekt schließlich ein. Unabhängig davon bot das Unternehmen den gleichen Wagen im Katalog auch als reine gleislose Bahn an, das heißt ohne Leiträderpaar und Batterie, dafür aber mit zwei Stangenstromabnehmern für den Betrieb unter zweipoliger Oberleitung. Diese Variante kam jedoch nicht zur Ausführung, sehr ähnliche Fahrzeuge verkehrten dann aber ab 1901 auf der sächsischen Bielathalbahn.